# ムハンマド・スイスメズ
ムハンマド・スイスメズ (Muhammed Suiçmez、1975年11月28日 - )は、ドイツ、カールスルーエ出身のヘヴィメタルミュージシャン。テクニカルデスメタルバンド、ネクロファジストの中心人物。

## 略歴
1975年11月28日にカールスルーエでトルコ人の移民とドイツ人の間に生まれる。10歳頃からデスメタルを中心とした音楽を聴き始め、カーカス、デス、エントゥームド、カンニバル・コープス、モービッド・エンジェル、ノクターナス、他にイングヴェイ・マルムスティーン等をお気に入りとしていた。14歳の頃、後の1stアルバム『Onset Of Putrefaction』の原型となる歌詞を書き始めたが、当時はカーカスにインスパイアされていたせいか、ゴアかつダークなものだった。
15歳の頃、曲作りやギターを演奏したいという願望を抑え切れなくなった。しかし、彼の両親は彼がギターを始めることを禁止していたため、仕方なく彼は自分の金を兄に渡して自分の代わりにギターを購入してもらい、それを譲ってもらう形で念願のギターを手に入れた。そのギターは父に発見され破壊されてしまったものの、彼の情熱を挫けさせるまでには至らなかった。ギターを始めた最初の3年間は毎日、耳コピーしながら独学で練習し続けた。そのせいか、彼のギターソロスタイルはハーモニックマイナースケールの使用、スウィープピッキングなどのレガートな奏法など、イングヴェイからの影響が見られる。
1992年、書き溜めていた楽曲のレコーディングの準備が整うと同時にネクロファジストを結成。ベーシストの書いた1曲を除いて他は全てムハンマドが全ての曲と歌詞を書いた5曲入りのファーストデモをリリースした。ムハンマドは作曲を続け、18歳頃には1stアルバムの『Onset of Putrefaction』の全楽曲は既に完成していた。以降、ネクロファジストの中心人物として活動を続ける。
ネクロファジストでは、ボーカリスト兼ギタリストとして活動しているが、1stアルバム『Onset of Putrefaction』では、ムハンマド以外のメンバーが揃わずベースも演奏し、ドラムマシンのプログラミングも行った。また、ネクロファジストのほぼ全曲の作詞・作曲を担っている。更には、音楽プロデューサー、レコーディング・エンジニアとして、アルバム制作に携わっており、ミキシングなどを行っている。また、レーゲンスブルク出身のブルータル・デスメタルバンド、Common Graveの2ndアルバム『Dehumanized』のプロデューサー、ミキシングエンジニアとしてアルバム制作に携わった。

## ディスコグラフィ

### ネクロファジスト
- 1992年 Requiems of Festered Gore (Demo)
- 1995年	Necrophagist (Demo)
- 1999年	Onset of Putrefaction
- 2004年 Epitaph

### その他
- 2006年 Common Grave - Dehumanized：音楽プロデューサー、レコーディング・エンジニアとして参加